# プファルツ＝ズルツバッハ＝ヒルポルトシュタイン
プファルツ＝ズルツバッハ＝ヒルポルトシュタイン（Pfalz-Sulzbach-Hilpoltstein）は、現ドイツ・バイエルン州中部にあるヒルポルトシュタインに基盤を置いた、神聖ローマ帝国の領邦の一つ。 
プファルツ＝ズルツバッハ＝ヒルポルトシュタインは1614年にプファルツ＝ノイブルク公フィリップ・ルートヴィヒの末子ヨハン・フリードリヒによって創始された。ヨハン・ルートヴィヒが1644年に嗣子無くして没したことでズルツバッハ＝ヒルポルトシュタインはプファルツ＝ズルツバッハへ統合された。
| 名前                 | 備考            |
| -------------------- | --------------- |
| ヨハン・フリードリヒ | 1614年 - 1644年 |